# Musikjahr 1732
Liste der Musikjahre

◄◄ | ◄ | 1728 | 1729 | 1730 | 1731 | Musikjahr 1732 | 1733 | 1734 | 1735 | 1736 | ► | ►►

Weitere Ereignisse
Dieser Artikel behandelt das Musikjahr 1732.

## Ereignisse

### Johann Sebastian Bach
- Johann Sebastian Bach ist seit dem 30. Mai 1723 Thomaskantor und musikalischer Leiter der Thomaskirche in Leipzig. Außerdem hat er 1729 die Leitung des 1701 von Georg Philipp Telemann gegründeten Collegium musicum übernommen. Durch die zusätzliche Leitung des Kollegiums erweitert er seine Wirkungsmöglichkeiten im Leipziger Musikleben beträchtlich. Mit diesem studentischen Ensemble führt er deutsche und italienische Instrumental- und Vokalmusik auf, darunter seine eigenen in Weimar und Köthen entstandenen Konzerte, die er später auch zu Cembalokonzerten mit bis zu vier Solisten umarbeiten wird. Die Konzerte finden ein- bis zweimal pro Woche im Zimmermannischen Caffee-Hauß (1943 kriegszerstört) oder im dazugehörigen Garten statt.
- 05. Juni: Uraufführung der Trauerkantaten Mein Gott, nimm die gerechte Seele (BWV Anhang 17) und Froher Tag, verlangte Stunden (BWV Anhang 18).
- 06. Juli: Uraufführung der Bach-Kantate Ich ruf zu dir, Herr Jesu Christ (BWV 177).
- August: Die weltliche Kantate Es lebe der König, der Vater im Lande (BWV Anhang 11) wird von Johann Sebastian Bach anlässlich des Namenstages des Kurfürsten August II. erstmals aufgeführt. Der Text stammt von Christian Friedrich Henrici (auch als Picander bekannt).
- Bach führt die verschollene geistliche Kantate Gott, gib dein Gerichte dem Könige (BWV Anhang 3), die er 1730 komponiert hat, in Leipzig 1732 beim Ratswechsel erstmals auf. Der Text stammt von Christian Friedrich Henrici (auch als Picander bekannt), der ihn aus den Buch der Psalmen entnommen hat.
- Johann Sebastian Bach wird zum sechzehnten Mal Vater. Das neunte gemeinsame Kind mit seiner zweiten Frau Anna Magdalena Bach, Johann Christoph Friedrich, der Bückeburger Bach (1732–1795), wird geboren. Christiana Dorothea, das achte gemeinsame Kind, stirbt in diesem Jahr.
- Bach begutachtet die Orgel von N. Becker in der Martinskirche in Kassel.

### Georg Friedrich Händel
- Georg Friedrich Händel, der 1729 gemeinsam mit Johann Jacob Heidegger die „zweite Opernakademie“ gegründet hat, ist musikalischer Direktor dieser Nachfolgeorganisation der Royal Academy of Music.
- Händel wohnt seit Juli/August 1723 in London in der 25 Brook Street und bewohnt hier bis zu seinem Tod im Jahr 1759 zwei Stockwerke. Nahezu alle Werke, die seit 1723 entstehen, werden in diesem Haus komponiert. Auch die Vorbereitungen der Aufführungen finden oft im Händelschen Dining Room statt.
- 15. Januar: Die Oper Ezio von Georg Friedrich Händel auf ein Libretto von Pietro Metastasio wird am King’s Theatre am Londoner Haymarket uraufgeführt. Das Werk wird ein Misserfolg. Trotz der Unterstützung durch König George II., der außer der Premiere alle Aufführungen besucht, wird das Stück nur noch viermal aufgeführt und dann zu Händels Lebzeiten nie wieder gespielt.
- 15. Februar: Händels neuer Oper Sosarme, Re di Media, ist bei seiner Uraufführung am King’s Theatre am Londoner Haymarket größerer Erfolg beschieden als seinem Vorgängerwerk. Das Libretto basiert auf dem Werk Dionisio, Re di Portogallo von Antonio Salvi.

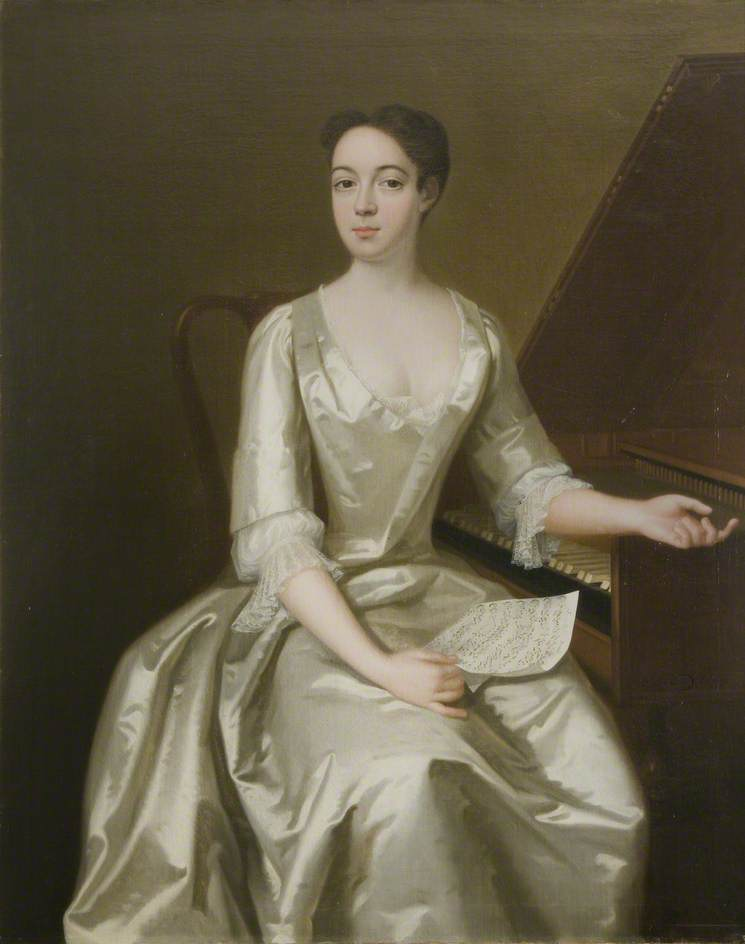
Anna Maria Strada, 1732 (gemalt von Johannes Verelst)

- 23. Februar: Das Oratorium Esther von Georg Friedrich Händel, das voraussichtlich 1718 seine Uraufführung hatte, wird privat zu Händels Geburtstag in der Crown & Anchor Tavern (Strand) aufgeführt. Die Aufführung erfolgt unter der Leitung von Bernard Gates, dem Leiter des Kinderchors der Chapel Royal und Freund Händels. Die Aufführung wird zweimal privat wiederholt. Für den 20. April ist plötzlich eine öffentliche Aufführung der Esther als „Oratorio or sacred Drama“ in den York Buildings angekündigt. Es ist nicht bekannt, wer hinter diesem Ereignis steckt, aber Händel reagiert umgehend darauf. Er überarbeitet das Werk um viele neue Nummern, die er größtenteils aus seinen Anthems und italienischen Opern übernimmt. Diese zweite Fassung wird schon am 2. Mai am King’s Theatre am Haymarket aufgeführt. Die Ankündigung enthält den Hinweis „There will be no Action on the Stage, but the House will be fitted up in a decent Manner, for the Audience“. Bei der ersten öffentlichen Aufführung ist die Besetzung wie folgt:
  - Esther – Anna Maria Strada (Sopran)
  - Ahasuerus – Senesino (Altkastrat)
  - Harbonah – Francesca Bertolli (Alt)
  - Mordecai – Francesca Bertolli (Alt)
  - Haman – Antonio Montagnana (Bass)
  - Eine Israelitin – Ann Turner Robinson (Sopran)
  - Ein Israelit – Frau Davis (Sopran)
- 17. Mai: Thomas Arne (der Vater des Komponisten Thomas Augustine Arne) produziert Händels Acis and Galatea zusammen mit John Frederick Lampe und Henry Carey im Londoner Little Theatre. Als Sänger sind daran Susanna Arne (später Cibber) und Gustavus Waltz beteiligt, die beide später zu Händels Opern- bzw. Oratorientruppe stoßen.
- 23. Mai: Georg Friedrich Händel bringt das Pasticcio Lucio Papirio dittatore auf die Bühne des Londoner King’s Theatre. Die ursprüngliche Musik stammt von Geminiano Giacomelli und Nicola Porpora, das Libretto von Carlo Innocenzo Frugoni nach einer literarischen Vorlage von Apostolo Zeno. Fast zeitgleich gibt es eine weitere Inszenierung des Dramas von Zeno in Rom, mit Musik von Giovanni Porta.
- 04. November: Mit Catone wird ein weiteres Pasticcio Händels am King’s Theatre uraufgeführt. Das Libretto ist Catone in Utica von Pietro Metastasio, die ursprüngliche Musik stammt von Leonardo Leo.

### Domenico Scarlatti
- Domenico Scarlatti ist der portugiesischen Prinzessin Maria Bárbara de Bragança, die er am Hofe des frommen und verschwendungssüchtigen Königs Johann V. in Lissabon kennengelernt und als Musiklehrer unterrichtet hatte, nach deren Heirat mit dem spanischen Thronfolger Don Fernando von Asturien (ab 1746 König Ferdinand VI.) nach Spanien gefolgt. Seit Oktober 1730 (und bis zum 16. Mai 1733) ist die Alcázares Reales in Sevilla seine feste Residenz und Wirkungsstätte.

### Georg Philipp Telemann
- Georg Philipp Telemann ist seit 1721 Cantor Johannei und Director Musices der Stadt Hamburg, eines der angesehensten musikalischen Ämter Deutschlands. In diesem Amt verpflichtet sich Telemann zur Komposition von zwei Kantaten wöchentlich und einer Passion pro Jahr, in späteren Jahren greift er allerdings bei seinen Kantaten auf frühere Werke zurück. Daneben komponiert er zahlreiche Musiken für private und öffentliche Anlässe, etwa für Gedenktage und Hochzeiten.
- Außerdem hat Telemann für ein Jahresgehalt von 300 Talern die Leitung der Hamburgischen Oper am Gänsemarkt übernommen, baut das bereits 1660 von Matthias Weckmann gegründete, aber mittlerweile nicht mehr konzertierende Collegium musicum neu auf und übernimmt zusätzlich eine Stelle als Kapellmeister von Haus aus für den Hof des Markgrafen von Bayreuth. Dorthin liefert er von Zeit zu Zeit Instrumentalmusik sowie eine Oper jährlich.

### Antonio Vivaldi
- Antonio Vivaldi ist seit 1726 musikalischer Leiter des Teatro Sant’Angelo in seiner Heimatstadt Venedig. Dort wird er sowohl als Komponist als auch als Geigenvirtuose zur lebenden Legende und zum „Wallfahrtsziel“ für viele Musiker aus ganz Europa.

### Weitere biografische Ereignisse
- Michel Blavet wird Musiksuperintendent des Grafen von Clermont, eine Stellung, die er bis zu seinem Tode 1768 innehat.
- Giovanni Battista Ferrandini, der bereits als Knabe eine Stelle als Oboist in der Hofkapelle in München bekommen hatte, steigt zum Kammerkomponisten auf. 1737 wird er Direktor der Kammermusik.
- Francesco Geminiani beschließt nach einem Parisaufenthalt, sich in Dublin niederzulassen. Seine beruflichen Aktivitäten schwanken zwischen dem gescheiterten Versuch, eine Musikzeitschrift herauszugeben, dem Virtuosentum, dem Verfassen musiktheoretischer Werke und dem Handel mit Gemälden bedeutender italienischer Maler wie auch seiner eigenen.
- Geminiano Giacomelli kehrt, als die Kapelle von San Giovanni aus finanziellen Gründen aufgegeben wird, nach Parma zurück und nimmt bis 1737 seine beiden Positionen am Hof und an der Kirche Madonna della Steccata wieder auf.

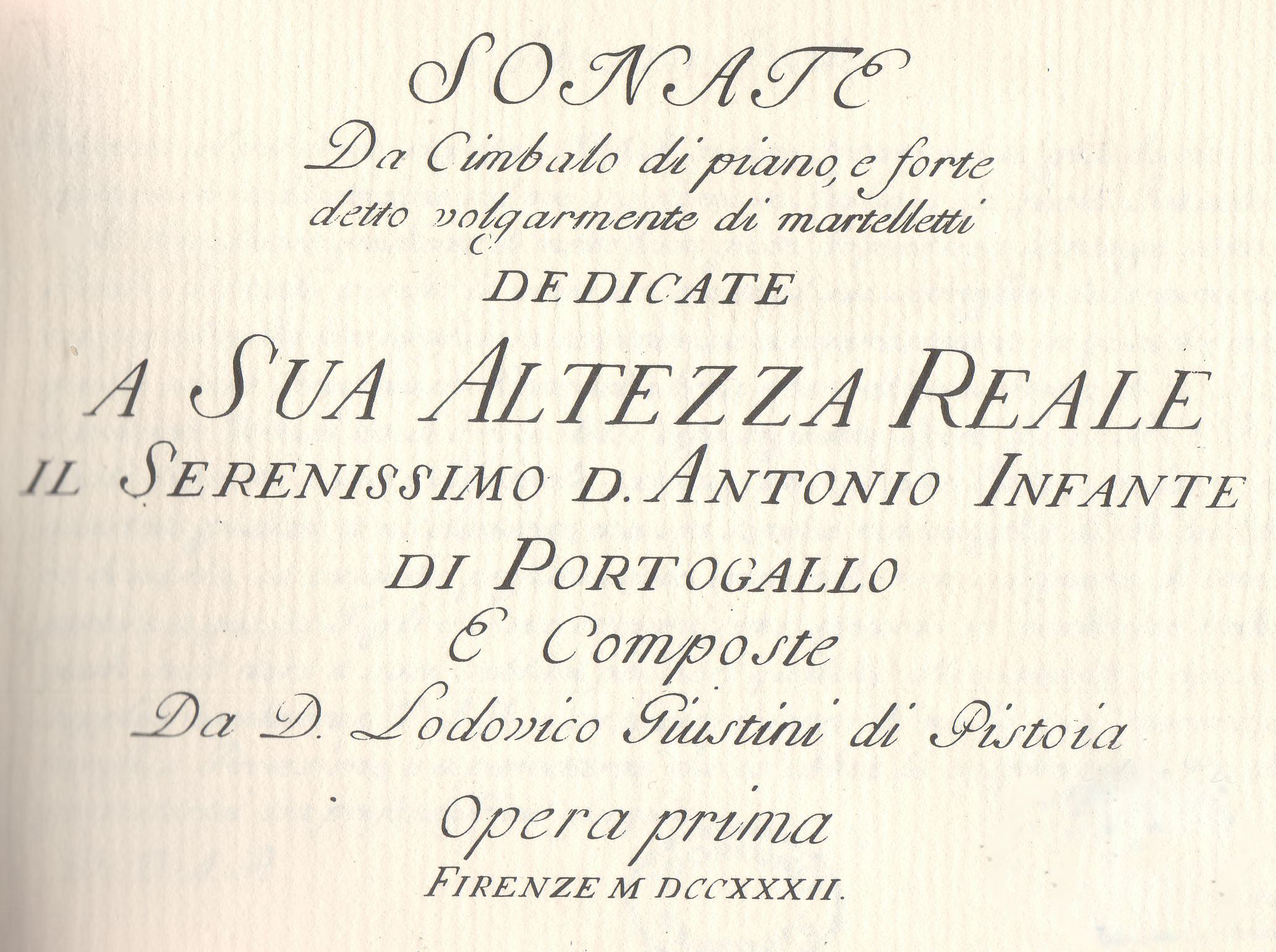
Titelblatt von Lodovico Giustinis „Sonate da cimbalo di piano e forte detta volgarmente di martelletti“, Florenz 1732

- Lodovico Giustini komponiert in Florenz, die Sonate da cimbalo di piano e forte detta volgarmente di martelletti, op. 1, als Auftrag des brasilianischen Geistlichen und Diplomaten João de Seixas da Fonseca Borges. Bei dieser Sonatensammlung handelt es sich um die ersten überlieferten Kompositionen, die explizit für das von Bartolomeo Cristofori gegen Ende des 17. Jahrhunderts entwickelte Hammerklavier (Fortepiano) geschrieben wurden und dem jüngeren Bruder des portugiesischen Königs Johann V., Don Antonio de Braganca, gewidmet waren. Die Sonaten dieser Sammlung mit Klaviermusik, seine einzigen, sind suitenartige Zyklen vom Typ der Kirchensonate mit vier bis fünf Sätzen, bei denen, trotz der traditionellen Satzfolge, die neuen Möglichkeiten des Hammerklaviers, nur durch Tastendruck die Lautstärke und Betonung zu bestimmen – im Gegensatz zu den zeitgenössischen Kompositionen für Cembalo, zur Geltung kommen. Bei geeigneter Interpretation stoßen Giustinis Kompositionen eine Tür zu einer neuen Epoche in der Musikgeschichte auf, in der die Affekte vor allem über die Differenzierung der Lautstärke vermittelt werden und bisher als ausdrucklos empfundene Tonfolgen salonfähig machen.
- Pietro Metastasio, der seit Frühsommer 1730 in Wien eine große Wohnung im Haus Stadt Nr. 1187, dem „Großen Michaelerhaus“ bewohnt, nimmt seinen Freund Nicolò Martines mit dessen Familie bei sich auf.
- Giovanni Battista Pergolesi wird Kapellmeister von Ferdinando Colonna, Fürst von Stigliano. Die Aufführung der komischen Oper Lo frate ’nnamorato am 27. September im Teatro dei Fiorentini bringt ihm anhaltenden Erfolg.
- Jean-Philippe Rameau erhält 1732 eine feste Anstellung als Organist, die er mindestens bis 1738 behält.
- Johann Gottfried Walther veröffentlicht in Leipzig sein Musicalisches Lexicon. Es ist das erste enzyklopädische Musiklexikon in deutscher Sprache, das Begriffe, Personenartikel und Schrifttum zusammenfasst.

### Eröffnungen

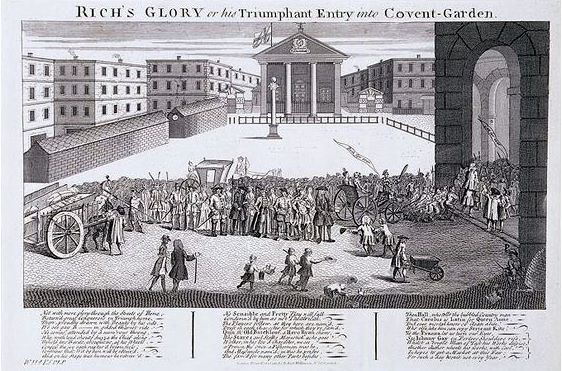
John Richs Übernahme des Covent Garden Theatre

- 06. Januar: Das Teatro Filarmonico di Verona wird mit der Uraufführung von Antonio Vivaldis La fida ninfa eröffnet.
- 09. Januar: Das neu errichtete Teatru Manoel in Valletta auf Malta wird mit einer Aufführung der Tragödie Merope von Scipione Maffei eröffnet.
- 31. Januar: Mit der Oper Berenice von Domenico Sarro eröffnet das Teatro Argentina in Rom seine Aufführungen.
- 07. Dezember: Das von John Rich errichtete Covent Garden Theatre in London wird mit einer Aufführung von William Congreves The Way of the World eröffnet.

### Uraufführungen

#### Bühnenwerke

##### Oper
- 12. Januar: Cajo Fabrizio, ein Dramma per musica in drei Akten von Johann Adolph Hasse mit einem Libretto von Apostolo Zeno hat seine Uraufführung am Teatro Capranica in Rom.
- 15. Januar: Die Oper Ezio von Georg Friedrich Händel auf ein Libretto von Pietro Metastasio wird am King’s Theatre am Londoner Haymarket uraufgeführt. Das Werk wird ein Misserfolg. Trotz der Unterstützung durch König George II., der außer der Premiere alle Aufführungen besucht, wird das Stück nur noch viermal aufgeführt und dann zu Händels Lebzeiten nie wieder gespielt.
- 00. Januar: Die Opera seria in drei Akten La Salustia Giovanni Battista Pergolesi auf das Libretto von Sebastiano Morelli oder Gennaro Antonio Federico wird in Neapel im Teatro San Bartolomeo uraufgeführt.
- 00. Januar: Das Intermezzo Nerina e Nibbio von Giovanni Battista Pergolesi wird in Neapel im Teatro San Bartolomeo erstmals aufgeführt.
- 07. Februar: Am Hoftheater in Wien wird die Oper Issipile von Francesco Bartolomeo Conti uraufgeführt. Das Libretto von Pietro Metastasio erlebt noch im gleichen Jahr drei weitere Uraufführungen: zur Karnevalszeit in der Vertonung von Antonio Bioni am Theater im Ballhaus in Breslau, am 1. Oktober in der Vertonung von Johann Adolph Hasse am Teatro San Bartolomeo in Neapel und am 22. November am Teatro San Giovanni Crisostomo in Venedig in der Vertonung von Giovanni Porta.
- 10. Februar: Das Dramma per musica in drei Akten Rosbale von Geminiano Giacomelli auf das Libretto von Claudio Nicola Stampa wird in Rom im Teatro Argentina uraufgeführt.
- 10. Februar: Uraufführung der Oper Demetrio in drei Akten von Johann Adolph Hasse auf das Libretto von Pietro Metastasio in Venedig im Teatro San Giovanni Crisostomo. Dieses Libretto erlebt noch im gleichen Jahr fünf weitere Uraufführungen: zur Karnevalszeit in der Vertonung von Giovanni Antonio Giay im Teatro delle Dame in Rom, im Juni in der Vertonung von Antonio Bioni im Theater im Ballhaus in Breslau, am 28. August in der Vertonung von Gaetano Maria Schiassi im Teatro Regio Ducale in Mailand, am 1. Oktober in der Vertonung von Leonardo Leo im Teatro San Bartolomeo in Neapel und am 26. Dezember (?) in der Vertonung von Giovanni Battista Pescetti im Teatro della Pergola in Florenz.
- 15. Februar: Händels neuer Oper Sosarme, Re di Media, ist bei seiner Uraufführung am King’s Theatre am Londoner Haymarket größerer Erfolg beschieden als seinem Vorgängerwerk. Das Libretto basiert auf dem Werk Dionisio, Re di Portogallo von Antonio Salvi.
- 17. Mai: Die Opera seria in drei Akten Lucio Papirio dittatore von Giovanni Porta auf das Libretto von Apostolo Zeno wird im Teatro delle Dame in Rom uraufgeführt.
- 23. Mai: Georg Friedrich Händel bringt das Pasticcio Lucio Papirio dittatore auf die Bühne des Londoner King’s Theatre. Die ursprüngliche Musik stammt von Geminiano Giacomelli und Nicola Porpora, das Libretto von Carlo Innocenzo Frugoni nach einer literarischen Vorlage von Apostolo Zeno. Fast zeitgleich gibt es eine weitere Inszenierung des Dramas von Zeno in Rom, mit Musik von Giovanni Porta.
- Pfingsten: Uraufführung der Oper Euristeo von Johann Adolph Hasse auf das Libretto von Domenico Lalli im Teatro San Grimani in Neapel
- 28. August: Uraufführung der Serenata in einem Akt von Pietro Metastasio in der Vertonung von Antonio Caldara in Linz zum Geburtstag der Kaiserin Elisabeth-Christine, der Gemahlin Karls VI.
- 30. August: Die Pastorale a 2 voci von Georg Reutter der Jüngere auf das Libretto von Giovanni Claudio Pasquini wird uraufgeführt.
- 27. September: Die Commedia per musica in drei Akten Lo frate ’nnamorato von Giovanni Battista Pergolesi auf das Libretto von Gennaro Antonio Federico wird im Teatro dei Fiorentini in Neapel erstmals aufgeführt.
- 01. Oktober: Das Festa di musica Alessandro il Grande von Georg Reutter der Jüngere auf das Libretto von Giovanni Claudio Pasquini wird erstmals aufgeführt.
- 28. Oktober: Das Festa teatrale Zenobia von Georg Reutter der Jüngere auf das Libretto von Giovanni Claudio Pasquini wird in Neu-Wartenburg uraufgeführt.
- Herbst: Geminiano Giacomellis Dramma per musica in drei Akten Alessandro Severo auf das Libretto von Apostolo Zeno wird im Teatro Ducale in Piacenza uraufgeführt.
- 04. November: Mit Catone wird ein weiteres Pasticcio Händels am King’s Theatre uraufgeführt. Das Libretto ist Catone in Utica von Pietro Metastasio, die ursprüngliche Musik stammt von Leonardo Leo.
- 09. November: Die Uraufführung der Oper Adriano in Siria von Antonio Caldara auf ein Libretto von Pietro Metastasio erfolgt am Hoftheater in Wien.
- Tomaso Albinoni – Ardelinda
- Giuseppe Bonno – Nigella e Nise (Uraufführung in Neapel)
- Giovanni Battista Ferrandini – Scipione nelle Spagne (Dramma per musica; Libretto von Apostolo Zeno; Uraufführung in München)
- Johann Friedrich Lampe – Britannia
- Giovanni Battista Pergolesi – Capetà Cola, Spaviento e Giulietta (Ouvertüre und Tänze zu Lo frate ’nnamorato)
- Michel Pignolet de Montéclair – Jephté
- Nicola Antonio Porpora
  - Germanico in Germania (Dramma per musica in drei Akten; Libretto von Nicola Coluzzi; Uraufführung in Rom)
  - Didone abbandonata (Dramma per musica in drei Akten; Libretto von Pietro Metastasio; Uraufführung in Rom)
- Giovanni Porta – Gianguir (Libretto von Apostolo Zeno; Uraufführung in Mailand)
- Giovanni Battista Sammartini – Memet (Tragedia in drei Akten; Uraufführung in Lodi)
- Giuseppe Sellitto – Nitocri
- Antonio Vivaldi
  - La fida ninfa (RV 714; Uraufführung spätestens 1732)
  - Semiramide (RV 733; Uraufführung spätestens 1732)[1]

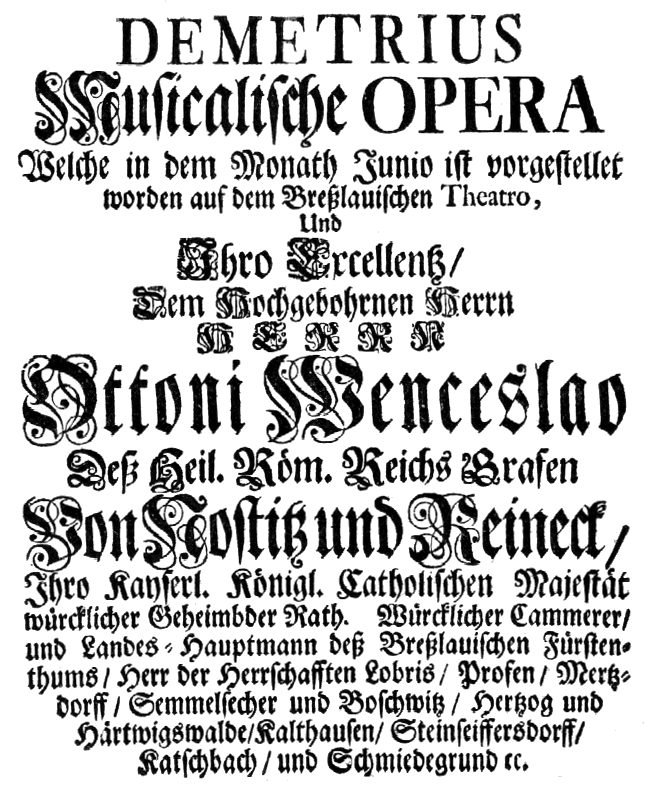
Antonio Bioni – Demetrio – Titelseite des Librettos – Wrocław 1732
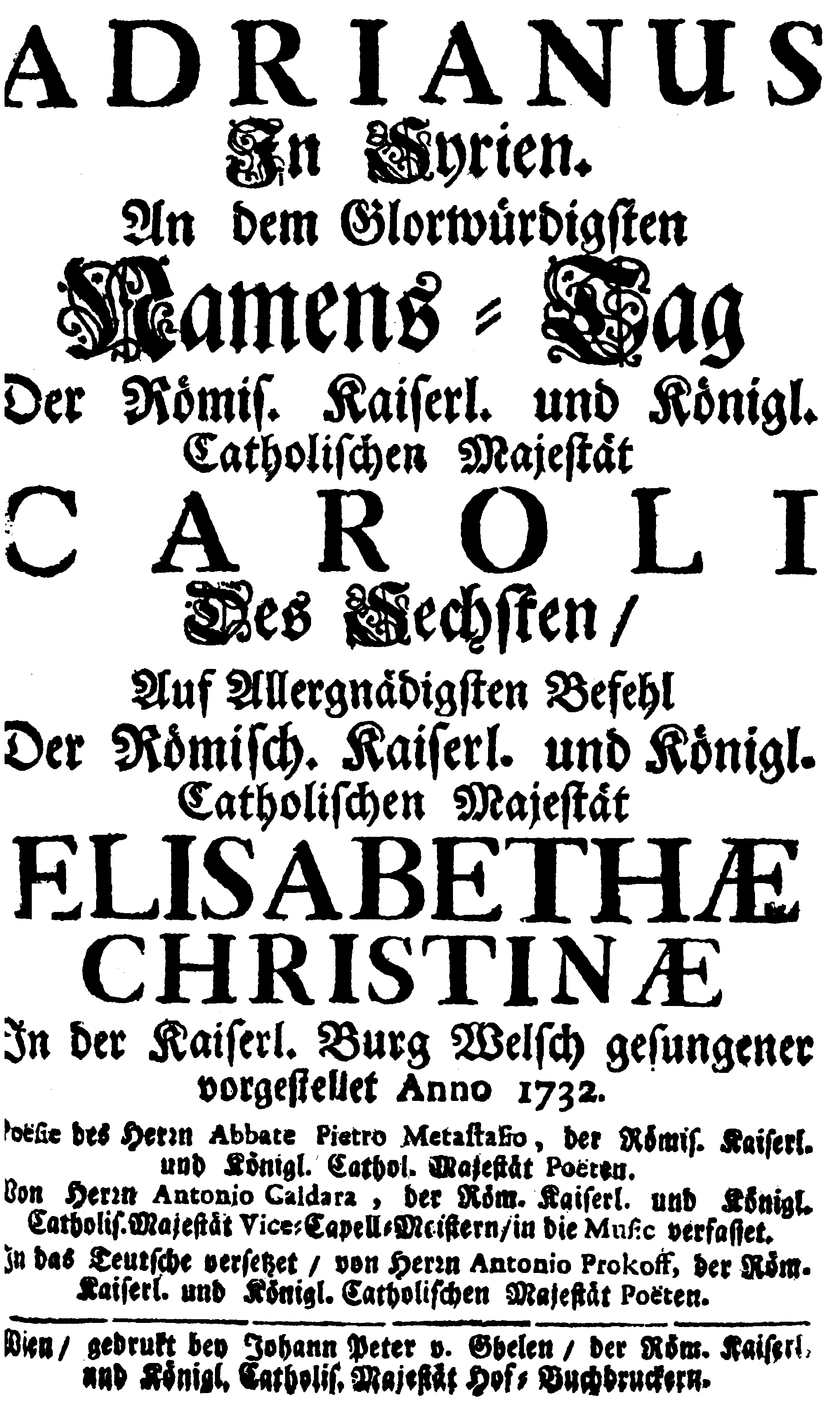
Antonio Caldara – Adrianus – Titelseite des Librettos – Wien 1732
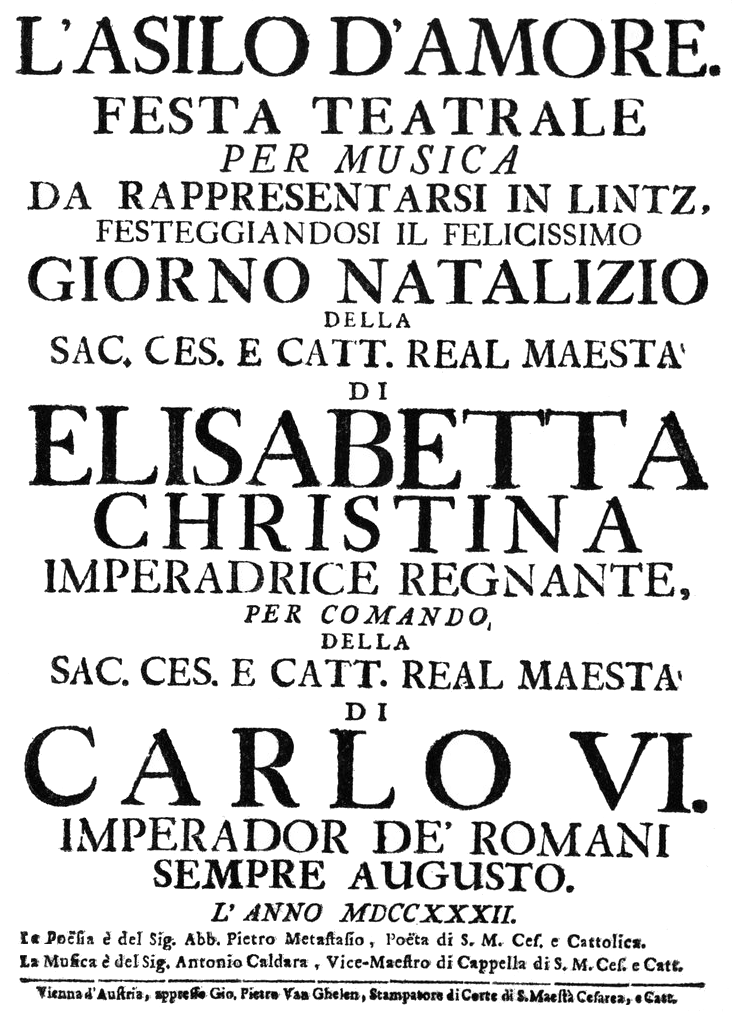
Antonio Caldara – L’asilo d’Amore – Titelseite des Librettos – Linz 1732
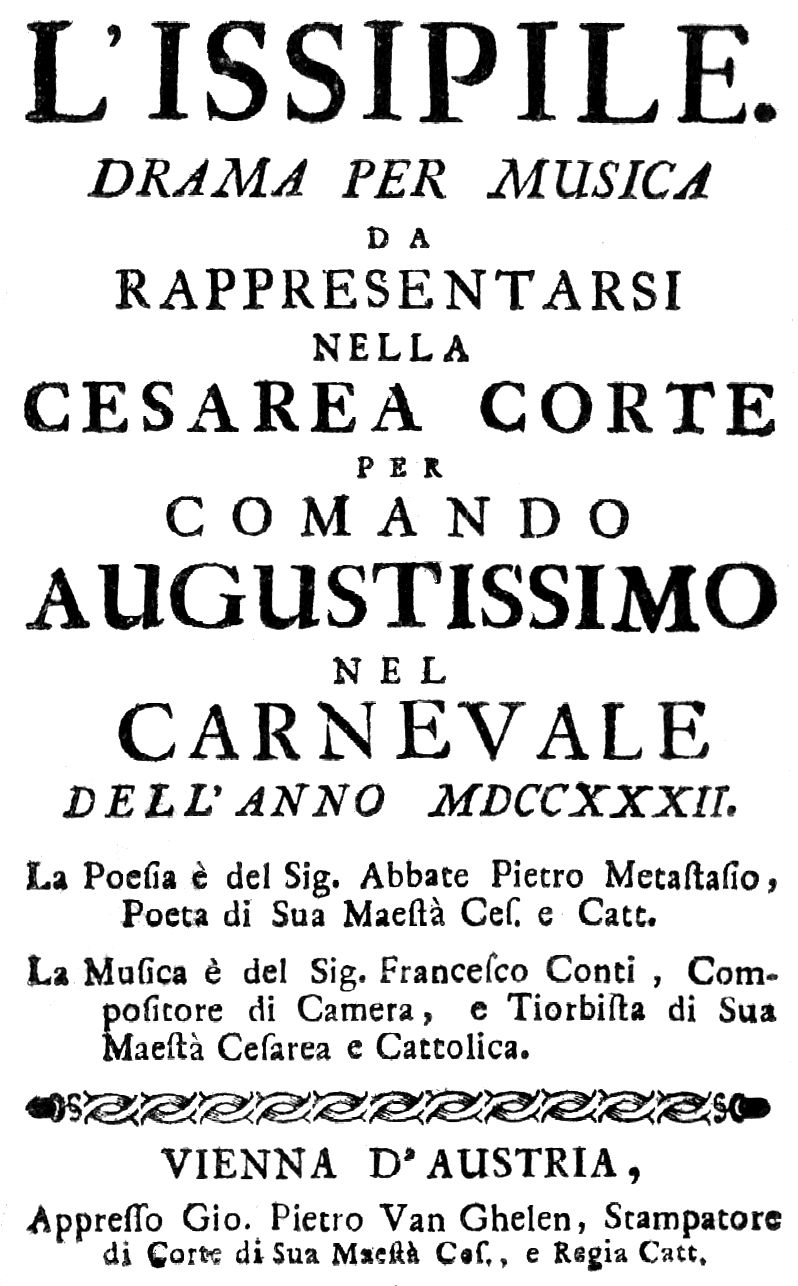
Francesco Bartolomeo Conti – Issipile – Titelseite des Librettos – Wien 1732
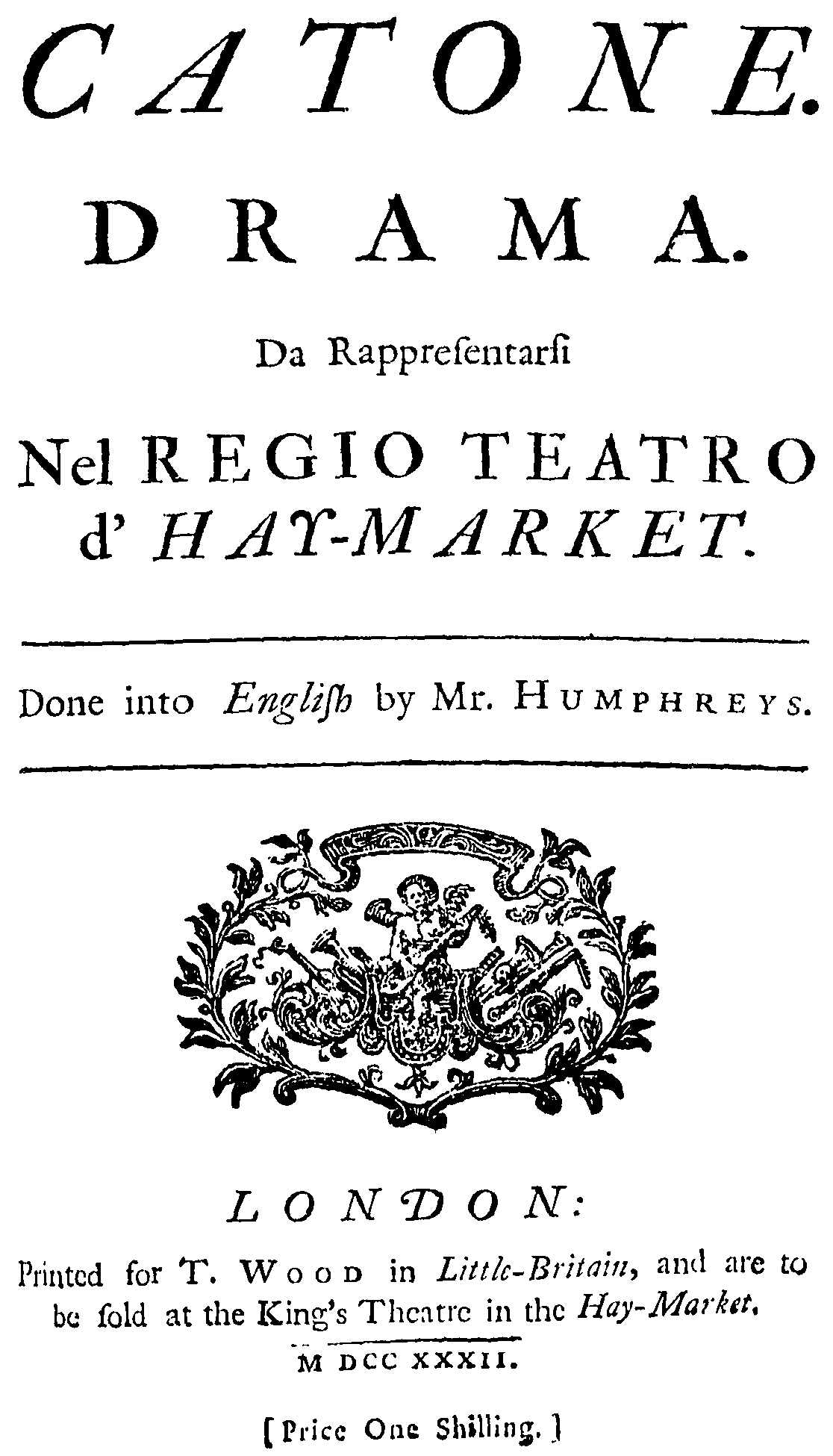
Georg Friedrich Händel – Catone – Titelseite des Librettos – London 1732
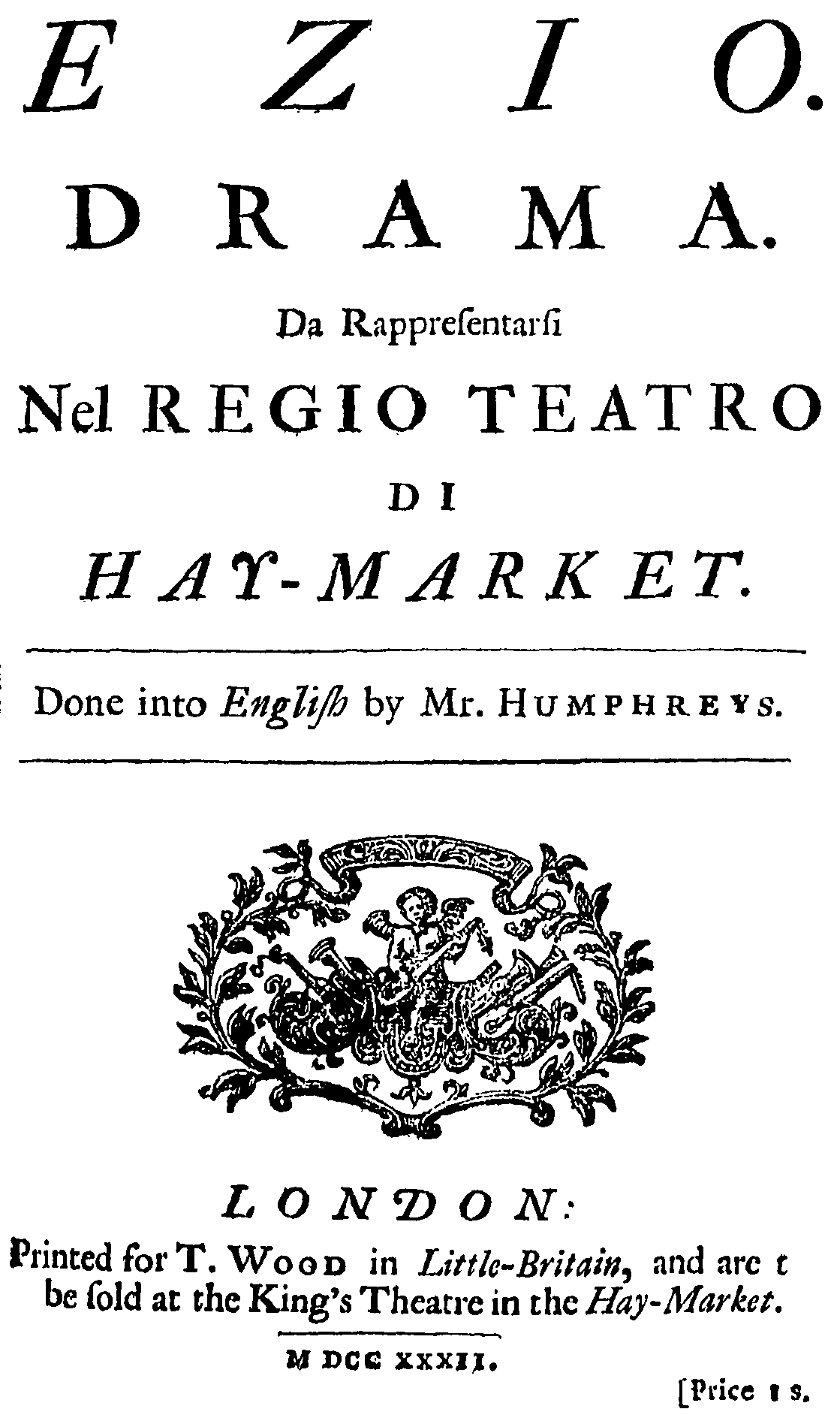
Georg Friedrich Händel – Ezio – Titelseite des Librettos – London 1732
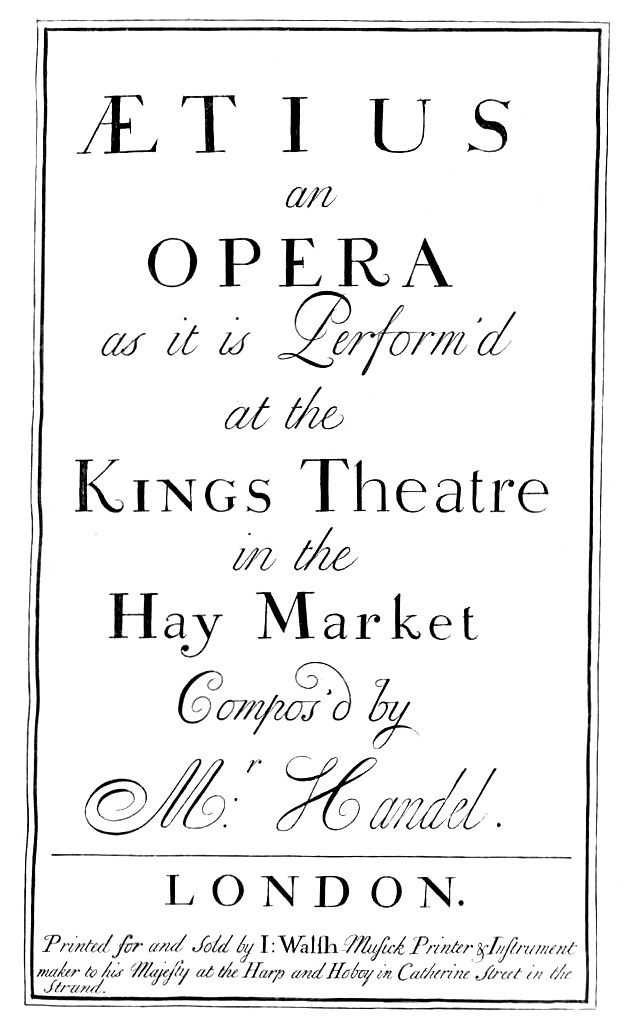
Ezio: Titelseite des Erstdruckes der Arienpartitur von John Walsh
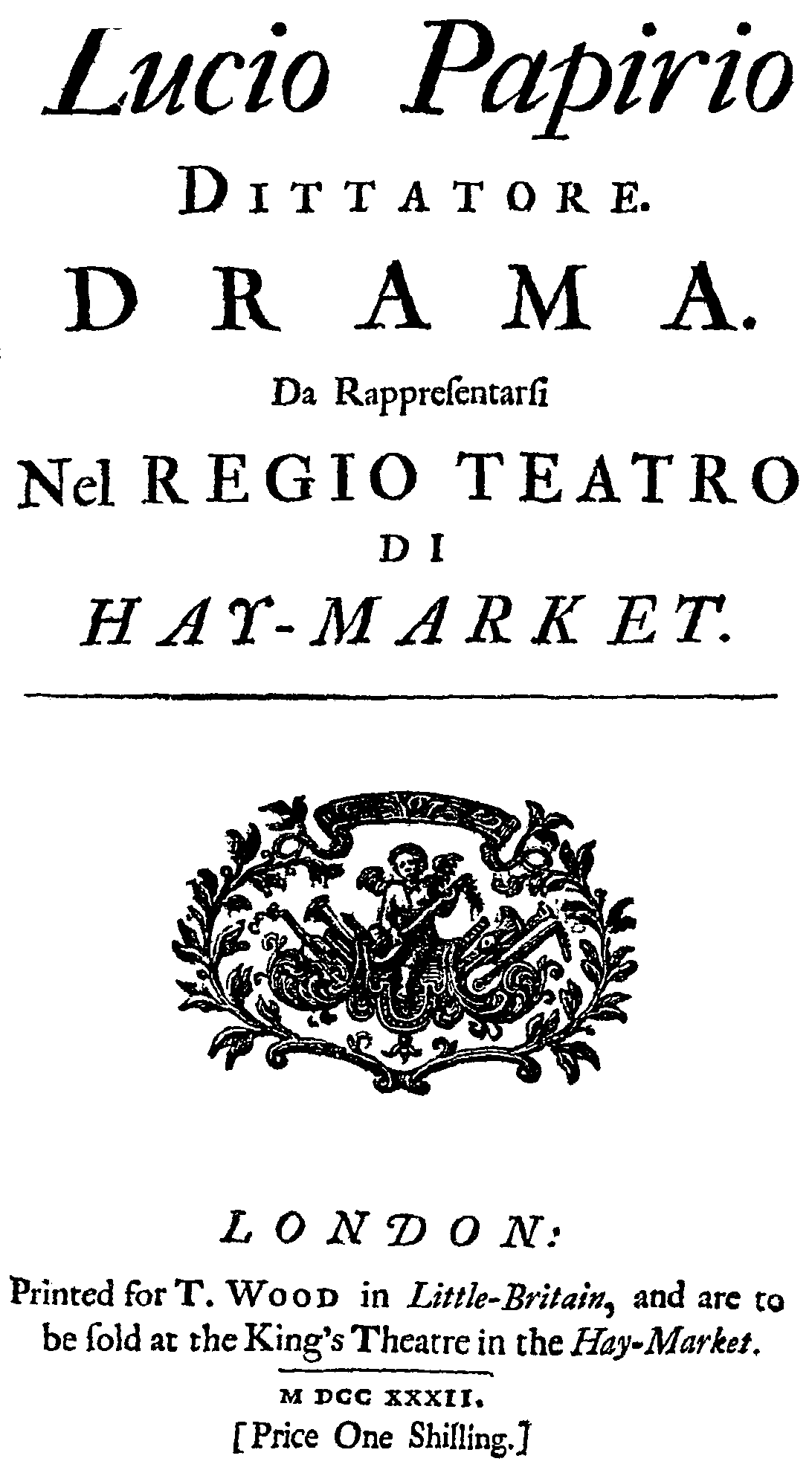
Georg Friedrich Händel – Lucio Papirio dittatore – Titelseite des Librettos – London 1732
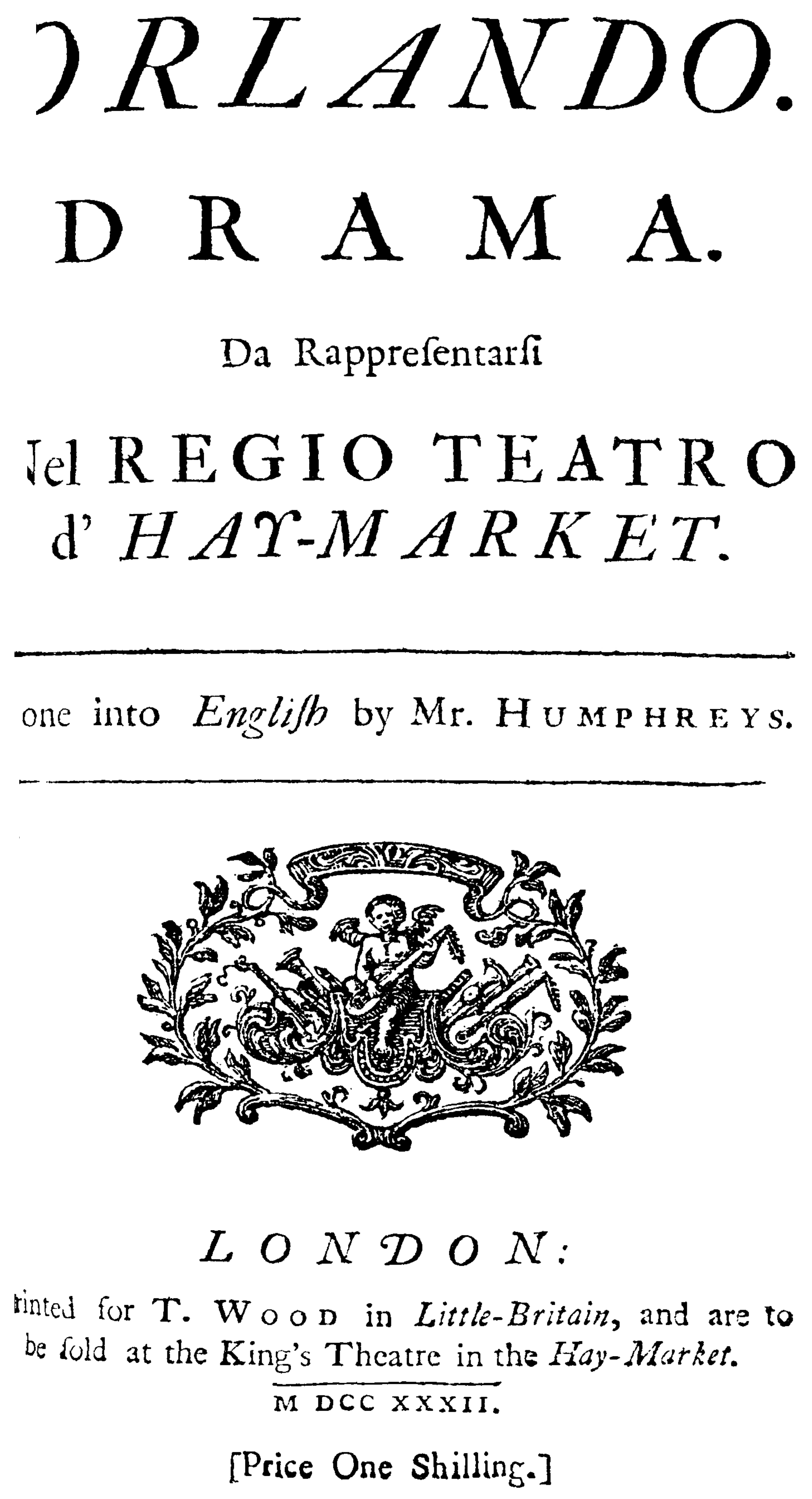
Georg Friedrich Händel – Orlando – Titelseite des Librettos – London 1732
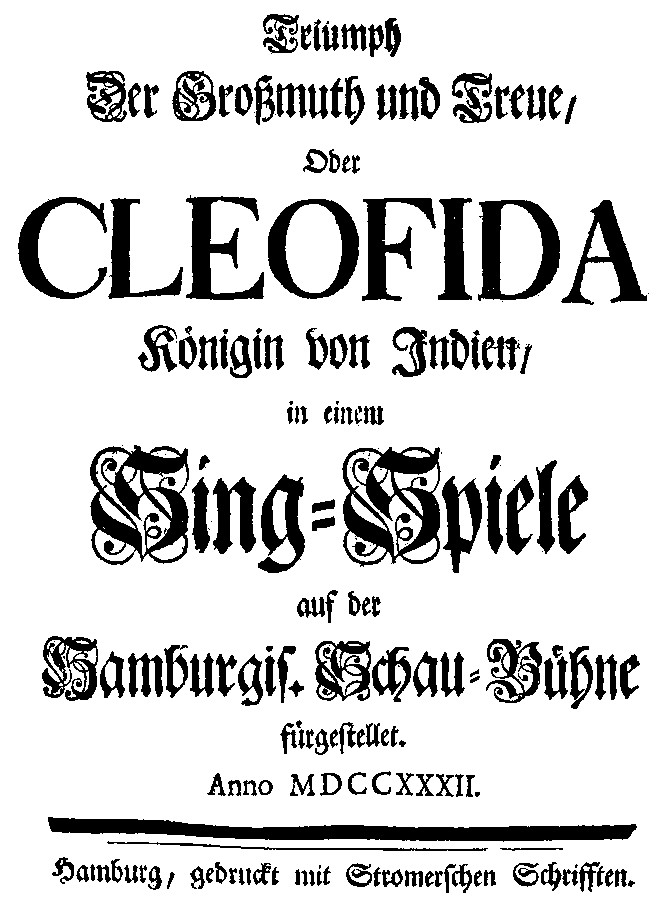
Georg Friedrich Händel – Cleofida – Titelseite des Librettos – Hamburg 1732
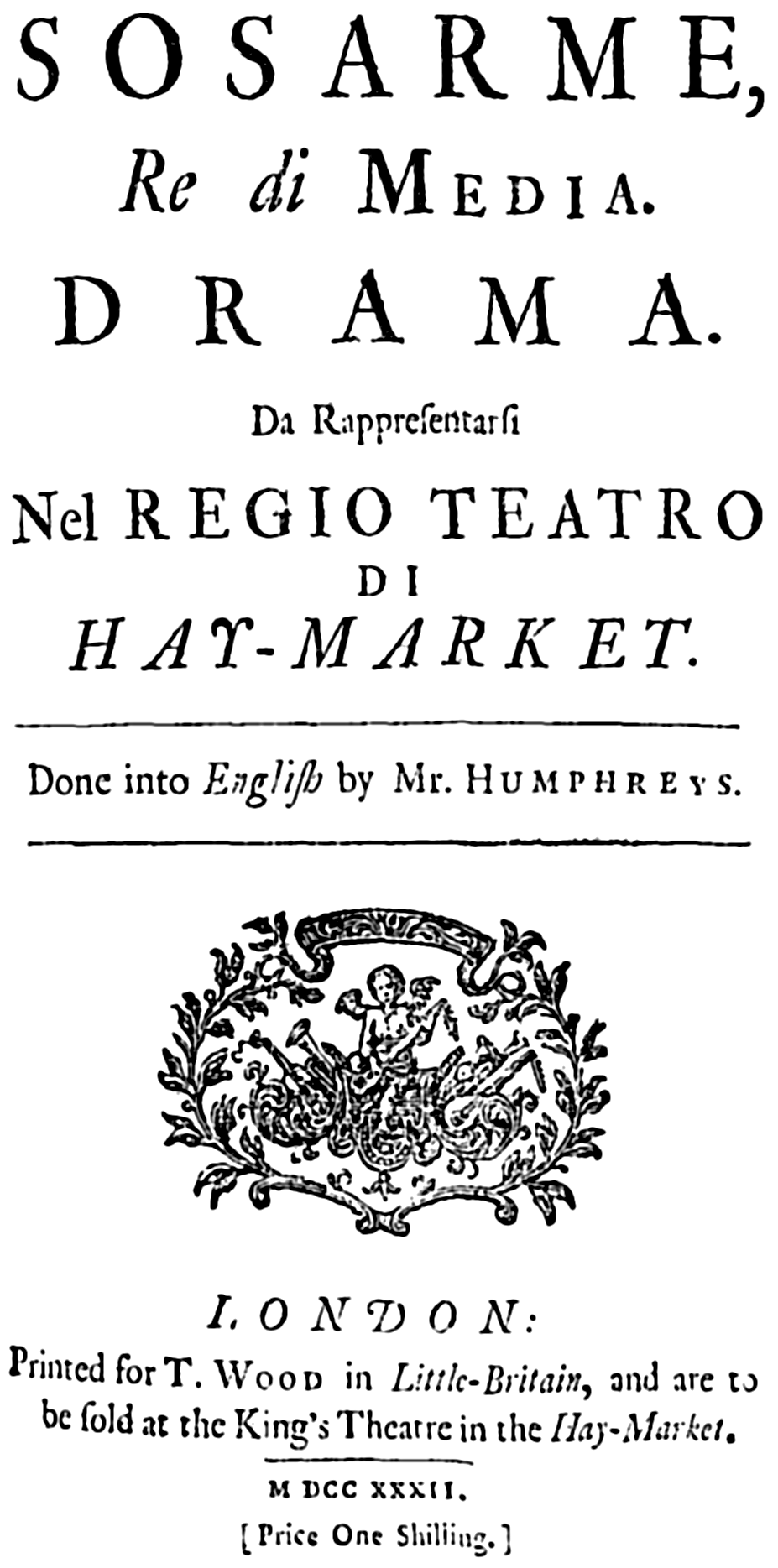
Georg Friedrich Händel – Sosarme – Titelseite des Librettos – London 1732
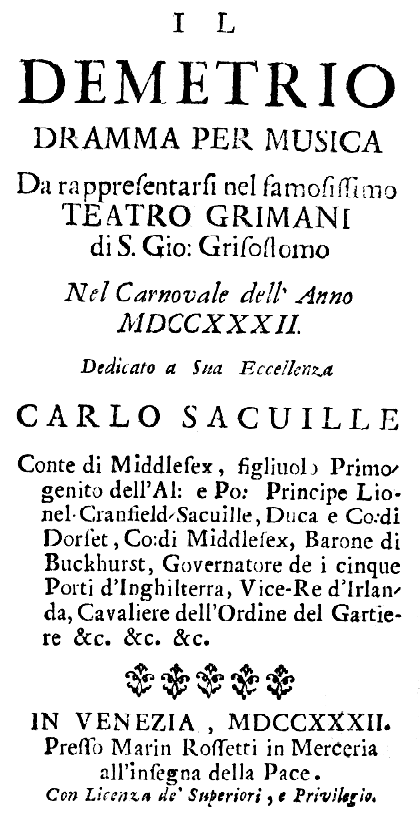
Johann Adolph Hasse – Demetrio – Titelseite des Librettos – Venedig 1732
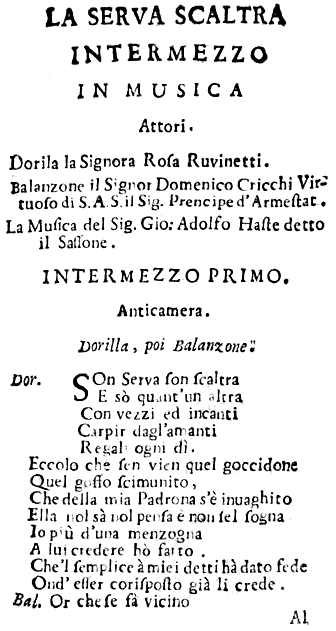
Johann Adolph Hasse – La serva scaltra – Titelseite des Librettos – Venedig 1732
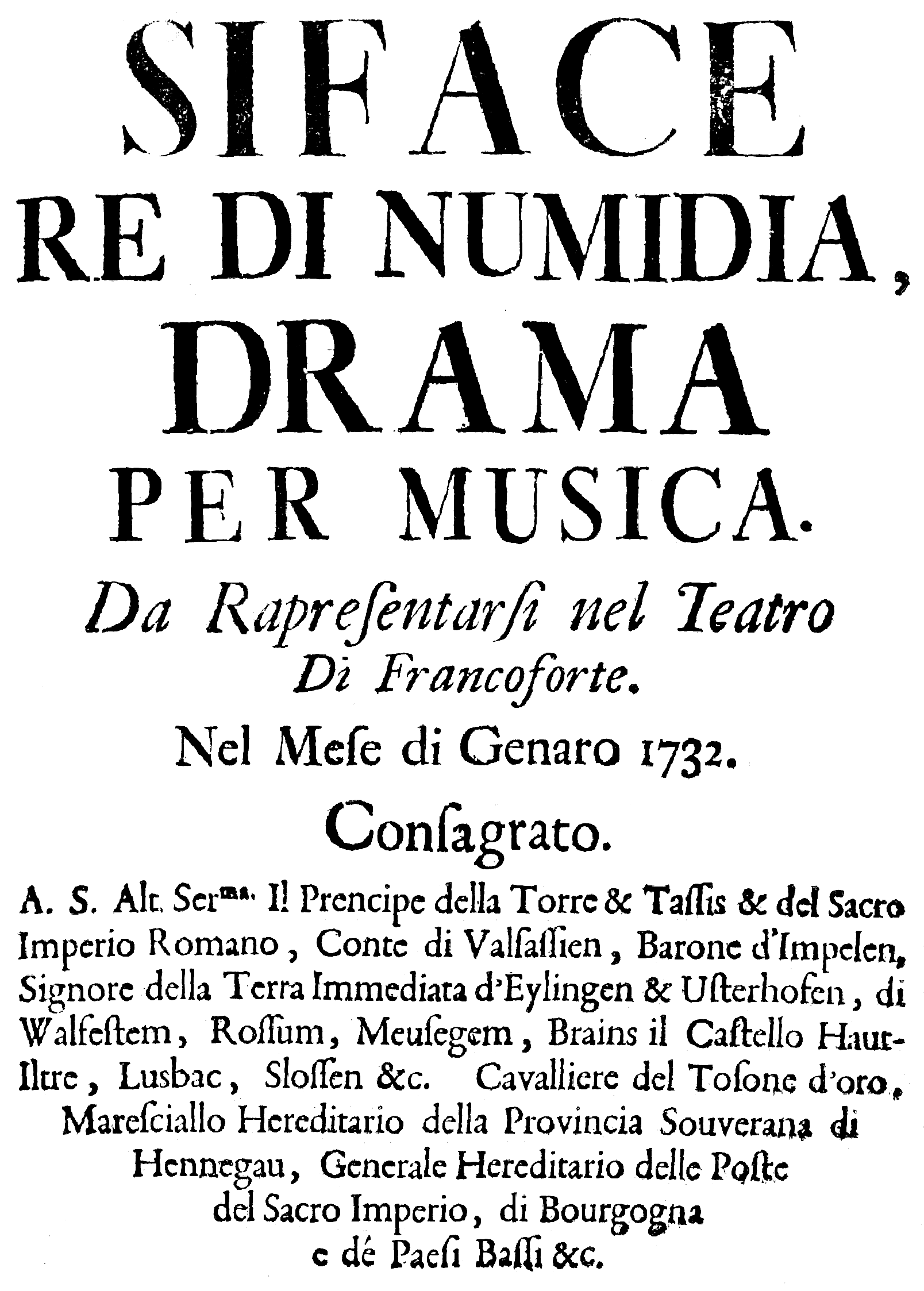
Giuseppe Maria Nelvi – Siface – Titelseite des Librettos – Frankfurt 1732
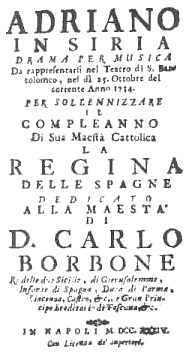
Giovanni Battista Pergolesi – Adriano in Siria – Titelseite des Librettos
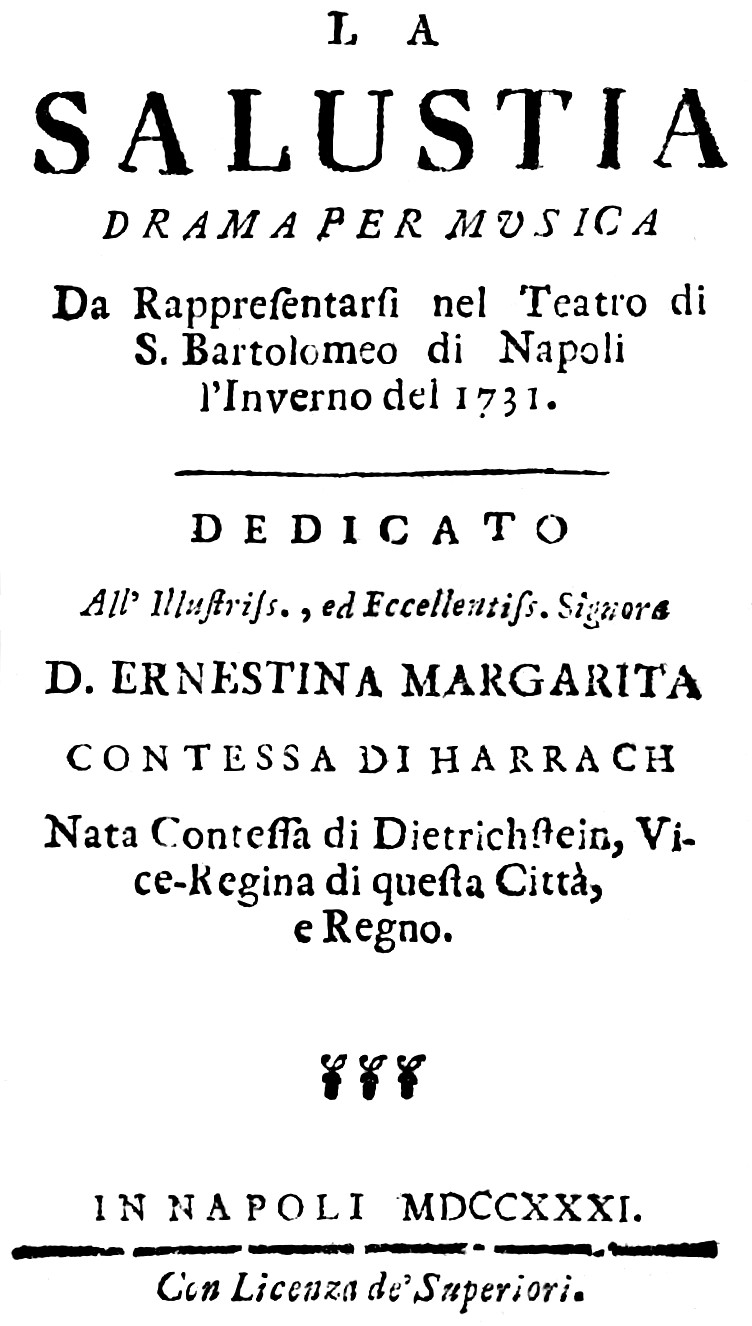
Giovanni Battista Pergolesi – Salustia – Titelseite des Librettos – Neapel 1732
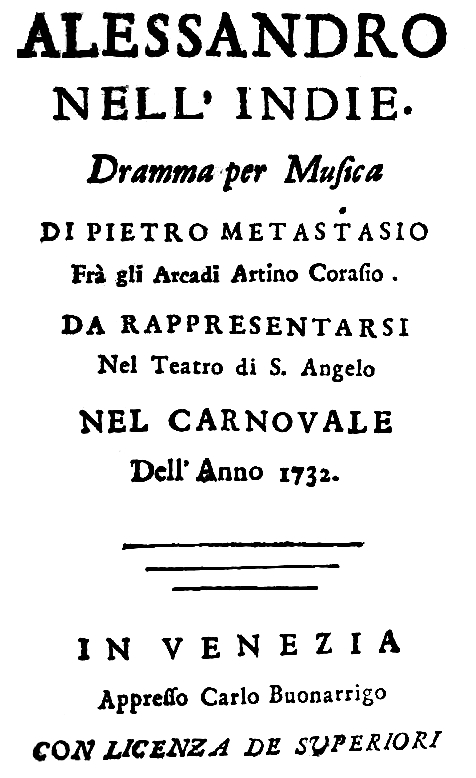
Giovanni Battista Pescetti – Alessandro nell Indie – Titelseite des Librettos – Venedig 1732

##### Oratorium
- 06. März: Das Oratorium La divina provvidenza in Ismael von Georg Reutter der Jüngere auf das Libretto von Antonio Maria Lucchini wird uraufgeführt.
- 08. April: Am Hofburgtheater in Wien wird das Oratorium La morte d’Abel von Antonio Caldara uraufgeführt. Das Libretto stammt von Pietro Metastasio und wird in den nächsten Jahren noch ungefähr 40 Mal vertont.
- 02. Mai: Das Oratorium Esther von Georg Friedrich Händel wird am King’s Theatre am Haymarket aufgeführt.
- 17. Mai: Thomas Arne (der Vater des Komponisten Thomas Augustine Arne) produziert Händels Acis and Galatea zusammen mit John Frederick Lampe und Henry Carey im Londoner Little Theatre.
- Maurice Greene – The Song of Deborah and Barak
- Antonio Caldara – Sedecia
- Leonardo Leo
  - La morte di Abele (komponiert 1732, aufgeführt 1738 in Bologna und 1750 in Modena)
  - Sant’Elena al Calvario (1732; mehrere weitere Aufführungen bis 1773)
- Nicola Antonio Porpora – Il martirio di S. Giovanni Nepomuceno

### Instrumentalmusik

#### Konzerte
- Francesco Geminiani – 6 Concerti grossi, op. 2 (London)
- Christoph Graupner – Flötenkonzert in D-Dur, GWV 311

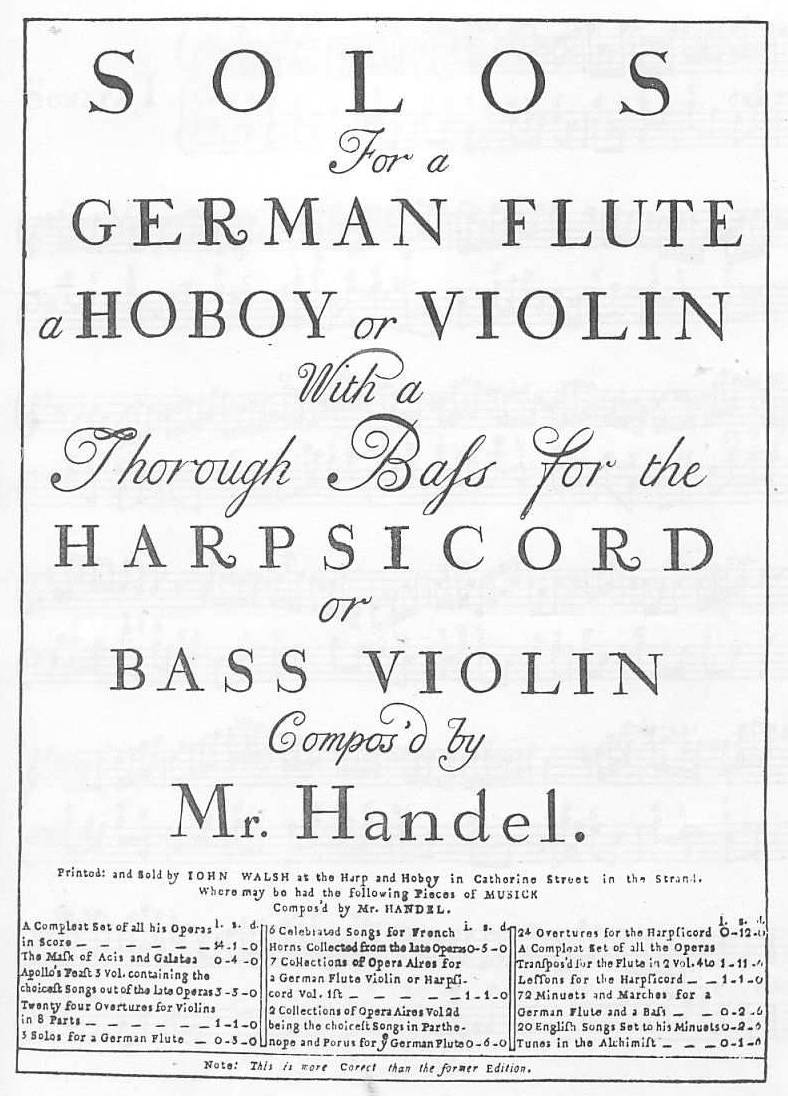
Titelseite von Solos for a German Flute a Hoboy or Violin with a Thorough Bass for the Harpsichord or Bass Violin Compos’d by Mr. Handel, von John Walsh 1732 gedruckt

#### Kammermusik
- Michel Blavet – 12 Sonaten für Flöte und Continuo, op. 2
- Joseph Bodin de Boismortier
  - 5 Sonates en trio suivies d'un concerto, op. 37 (Paris)
  - 2 Sérénades ou simphonies françaises en trois parties pour flûtes, violons et haubois, op. 39 (Paris)
  - 6 Sonates pour deux Bassons, Violoncelles, ou Violes suivies d'un nombre de pièces qui peuvent se jouer seul & facilement, op. 40
- Giovanni Bononcini – 12 Sonatas for the Chamber for two Violins and a Bass doubled (London)
- Esprit Philippe Chédeville – Recueils de vaudevilles, menuets, contredanses et autres airs choisis pour la musette (Paris)
- Christoph Graupner – Triosonate in d-moll, GWV 207
- Georg Friedrich Händel – Solos for a German Flute a Hoboy or Violin with a Thorough Bass for the Harpsichord or Bass Violin, Compos’d by Mr. Handel (London)
- Philibert de Lavigne – Sonates pour la Musette, Vielle, Flute-a-bec, Traversiere, Hautbois etc. avec la Basse (6 Sonatas), op. 2 (Paris)
- Pietro Locatelli – XII Sonate à Flauto traversiere solo è Basso, op. 2 (Amsterdam)
- Johann Joachim Quantz – 6 Sonaten für zwei Flöten, op. 2

#### Violoncello
- Benedetto Marcello – 6 Sonaten für Violoncello und Basso continuo „op. 1“ (Amsterdam, ca. 1732)

### Tastenmusik
- Lodovico Giustini – 12 Sonate da cimbalo di piano e forte, op. 1 (Florenz; dies sind die ersten ausdrücklich für Pianoforte komponierten Werke !).
- Georg Philipp Telemann
  - 36 Fantaisies pour le clavessin, TWV 33:1-36 (Cembalo)
  - Continuation des Sonates Méthodiques, TWV 4

### Vokalmusik

#### Geistlich
- Johann Sebastian Bach
  - Kantate Ich ruf zu dir, Herr Jesu Christ (BWV 177)
  - Kantate Gott, gib ein Gerichte dem Könige (BWV Anh. 3)
  - Kantate Es lebe der König, der Vater im Lande (BWV Anh. 11)
  - Kantate Mein Gott, nimm die gerechte Seele (BWV Anh. 17)
  - Kantate Froher Tag, verlangte Stunden (BWV Anh. 18)
- Jean-Joseph Fiocco – Missa solemnis für zwei Stimmen und Basso continuo
- Giovanni Battista Pergolesi
  - Introitus Deus in adjutorium für Sopran und fünfstimmigen Chor
  - Messe in F-Dur (Kyrie und Gloria) für zwei fünfstimmige Chöre
  - Psalm Confitebor für Soli und fünfstimmigen Chor
  - Psalm Dixit Dominus für zwei fünfstimmige Chöre
  - Stabat mater, P. 77
- Georg Philipp Telemann – Harmonischer Gottes-Dienst (Fortsetzung des Werkes von 1725–26; komponiert 1731–32)[2]

#### Weltlich
- Giovanni Battista Ferrandini – 18 Cantatas, D-Dl Mus.3037-K-1
- Giovanni Battista Pergolesi – Kantate Questo è il piano für Alt, Streicher und Continuo

### Lehrwerke
- Nicolas Racot de Grandval – Essai sur le bon goût en musique
- Jean-Philippe Rameau – Dissertation sur les différentes méthodes d’accompagnement pour le clavecin, ou pour l’orgue, Paris 1732
- Johann Gottfried Walther – Musicalisches Lexicon Oder Musicalische Bibliothec ... Wolffgang Deer, Leipzig 1732 (Online bei Wikimedia Commons, PDF, 45 MB).

### Instrumentenbau
- Zacharias Hildebrandt
  - baut die Orgel der Dorfkirche Lindenau in Lindenau
  - wartet von 1732 bis 1738 die Orgel in der Schloss- und Domkirche in Merseburg
- Andreas Silbermann
  - stellt die Orgel in der Abteikirche St. Mauritius in Ebersmünster fertig
  - vollendet den Bau der Orgel der Kirche St-Mathieu in Colmar
- Gottfried Silbermann
  - beendet den Bau der Orgel in der Kirche zu Crostau
  - beginnt den Bau der Orgel in der Frauenkirche in Dresden
  - arbeitet an der Hausorgel für Domorganisten Johann Christoph Erselius in Freiberg
- Antonio Stradivari
  - vollendet die Violinen Baillot, Duke of Alcantara und Rieu
  - stellt die Violoncelli Josefowitz, Pleeth und „Stuart, Honigberg“ her.

## Geboren

### Geburtsdatum gesichert
- 02. Januar: František Xaver Brixi, böhmischer Komponist, Organist und Kapellmeister († 1771)
- 24. Januar: Pierre Augustin Caron de Beaumarchais, Uhrmacher, Hofbeamter, Musiker, Spekulant, Schriftsteller, Verleger, Geheimagent, Waffenhändler und Revolutionär († 1799)
- 18. Februar: Johann Christian Kittel, deutscher Komponist und Organist († 1809)
- 31. März oder 1. April: Joseph Haydn, österreichischer Komponist († 1809)
- 17. Mai: Francesco Pasquale Ricci, italienischer Komponist († 1817)
- 07. Juni: Giuseppe Demachi, italienischer Violinist und Komponist († 1791)
- 21. Juni: Johann Christoph Friedrich Bach, deutscher Musiker und Komponist († 1795)
- 01. September: Thomas Erskine, 6. Earl of Kellie, schottischer Violinist und Komponist († 1781)
- 24. September: Joachim Hess, niederländischer Organist und Musikschriftsteller († 1819)
- 06. Oktober: John Broadwood, englischer Klavierbauer († 1812)
- 06. Oktober: Joseph Leitgeb, österreichischer Hornist († 1811)
- 28. Oktober: Giuseppe Aprile, italienischer Sänger und Kastrat († 1813)
- 20. November: Johann Heinrich Röding, deutscher Pädagoge und Dichter († 1800)

### Genaues Geburtsdatum unbekannt
- Angela Calori, italienische Opernsängerin († nach 1790)
- François-Henri Clicquot, französischer Orgelbauer († 1790)

### Geboren um 1732
- Christian Heinrich Kersten, deutscher Orgelbauer († 1799)

## Gestorben

### Todesdatum gesichert

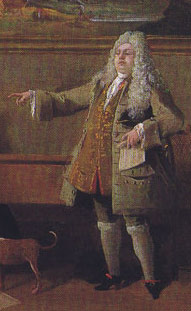
Nicolino; † 1. Januar

- 01. Januar: Nicolino (eigentlich: Nicolo Grimaldi), neapolitanischer Sänger (* 1673)

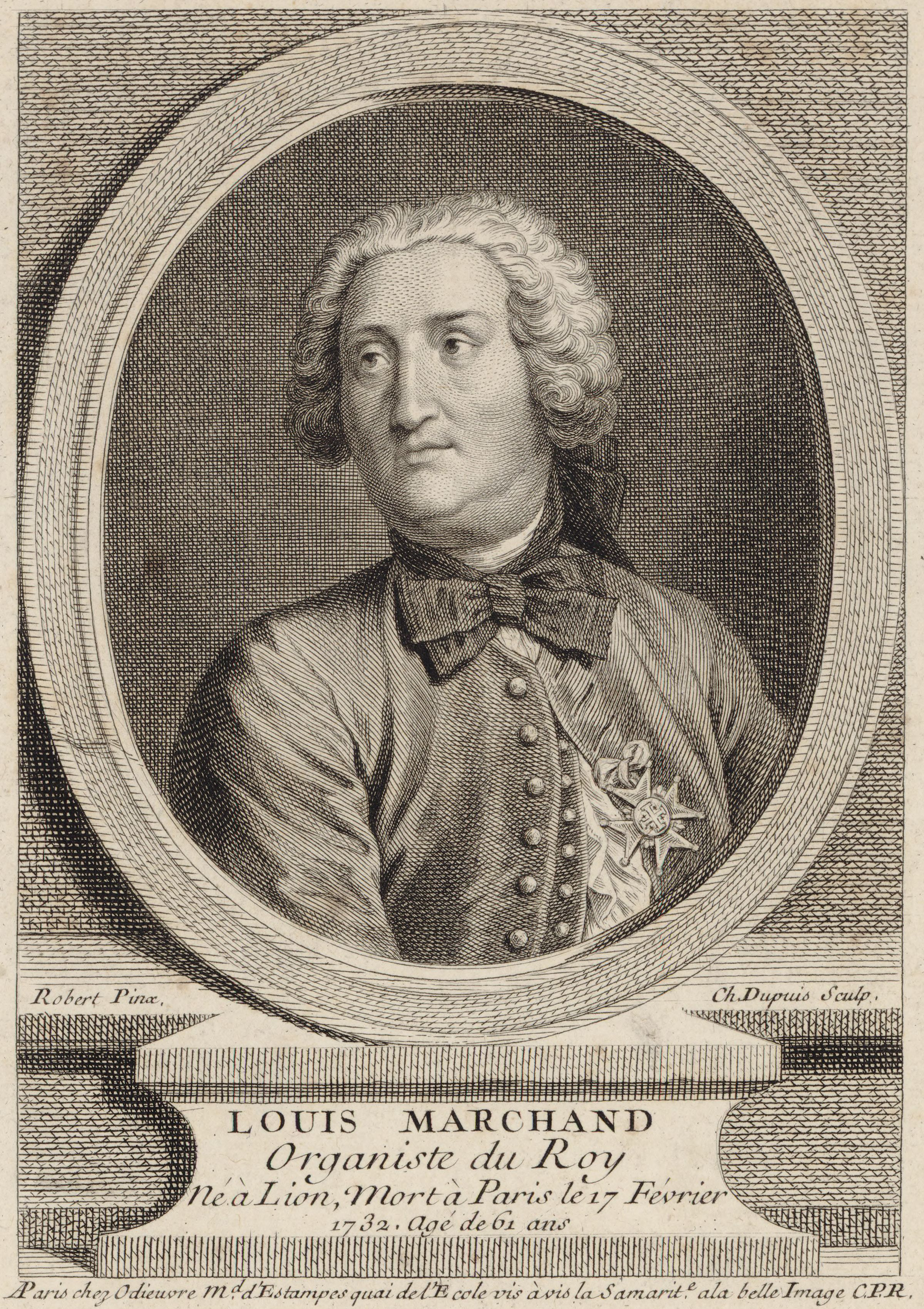
Louis Marchand; † 17. Februar

- 17. Februar: Louis Marchand, französischer Komponist, Organist und Cembalist (* 1669)
- 09. März: Giuseppe Antonio Bernabei, italienischer Organist, Komponist und Kapellmeister (* 1649)

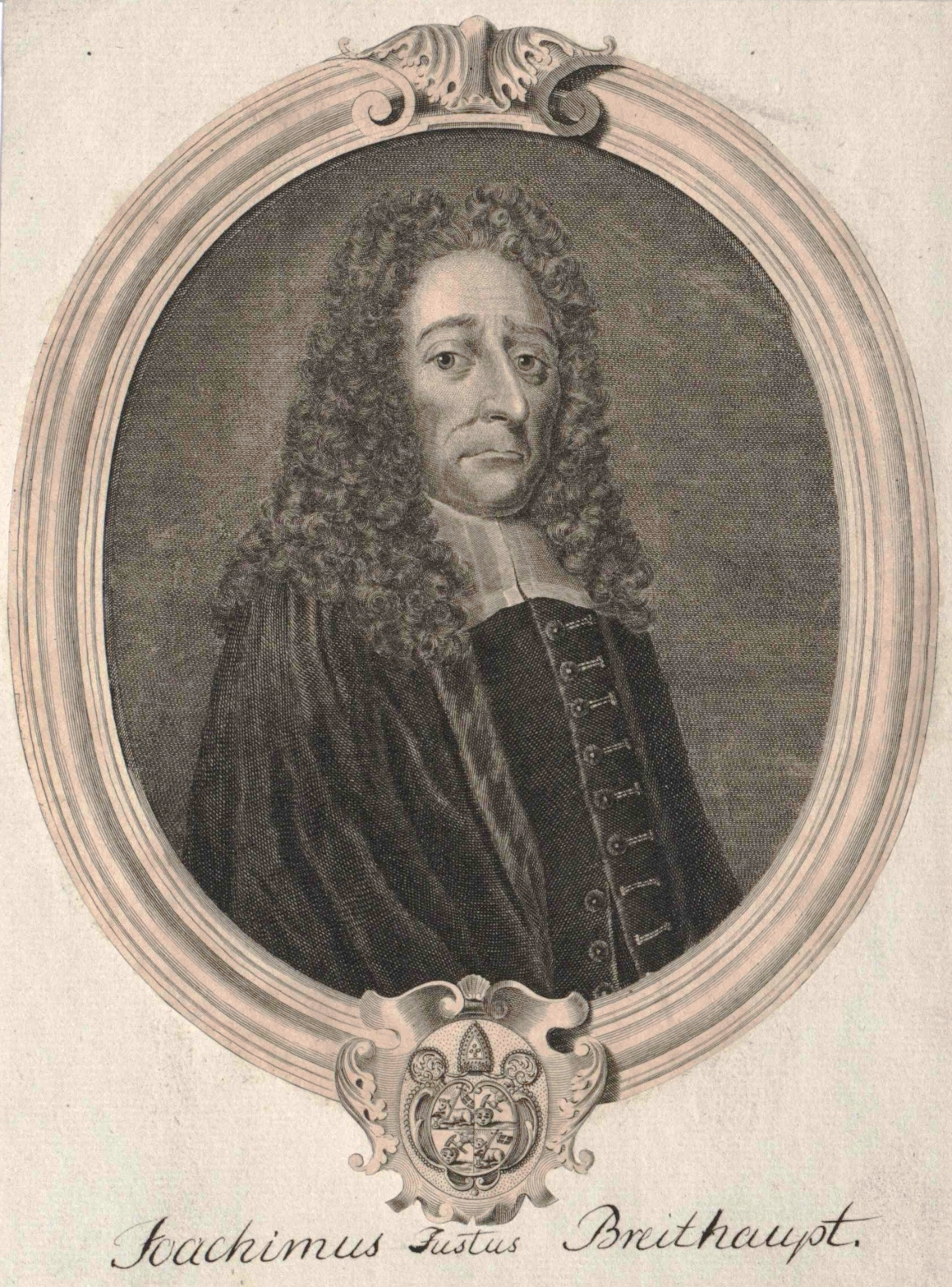
Joachim Justus Breithaupt; † 16. März

- 16. März: Joachim Justus Breithaupt, deutscher Theologe, Homiletiker und Kirchenlieddichter (* 1658)
- 05. April: Johann Christian Schieferdecker, deutscher Kirchenmusiker, Organist und Komponist (* 1679)
- 11. April: Franz Knoller, österreichischer Orgelbauer (* im 17. Jahrhundert)
- 16. Mai: Ulrich Johann Voigt, deutscher Violinist, Komponist und Stadtmusikus (* 1669)
- 00. Mai: Bartolomeo Bernardi, italienischer Komponist und Violinist (* um 1660)
- nach dem 16. Juli: Pier Francesco Tosi, italienischer Sänger, Komponist und Autor einer Gesangsschule (* 1654)
- 20. Juli: Francesco Bartolomeo Conti, italienischer Theorbenspieler und Komponist (* 1682)
- 00. Juli: Johann Heinrich Gloger, deutscher Orgelbauer (* um 1670 oder 1675)
- 17. September: Josef Antonín Planický, böhmischer Komponist (* 1691)
- 25. September: Matthias Dropa, deutscher Orgelbauer (* zwischen 1646 und 1665)
- 06. Oktober: Andrea Stefano Fiorè, italienischer Komponist (* 1686)

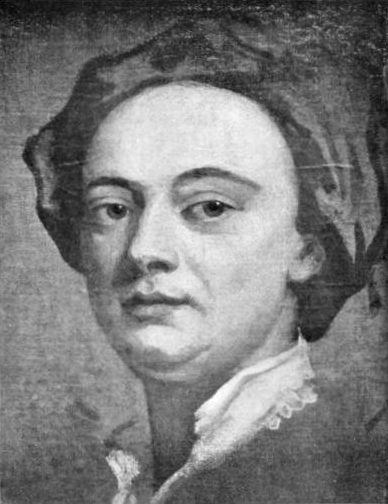
John Gay; † 4. Dezember

- 04. Dezember: John Gay, englischer Schriftsteller und Librettist (* 1685)
- 13. Dezember: Christian Heinrich Aschenbrenner, deutscher Komponist und Violinist (* 1654)
- 14. Dezember: Johann Philipp Förtsch, deutscher Komponist (* 1652)

### Genaues Todesdatum unbekannt
- Francesco Barbella, italienischer Violinist und Komponist (* um 1692)
- Michelangelo Gasparini, italienischer Opernsänger (Countertenor), Gesangspädagoge und Komponist (* um 1675)
- Michael Rohde, deutscher Organist und Komponist (* um 1681)
- Matthäus Nikolaus Stulick, deutscher Musiker und Komponist (* um 1700)
- Robert de Visée, Musiker und Sänger in Frankreich (* um 1660)